# Wacława Papiewska
Wacława Papiewska (ur. 20 października 1942 w Pabierowicach, zm. 15 grudnia 2023 w Malborku) – polska rolniczka, polityk i przedsiębiorczyni, posłanka na Sejm PRL VIII kadencji.

## Życiorys
Uzyskała wykształcenie zasadnicze zawodowe. Prowadziła gospodarstwo rolne. Była działaczką Związku Młodzieży Wiejskiej oraz, od 1966, Zjednoczonego Stronnictwa Ludowego. Była zastępcą członka Naczelnego Komitetu partii oraz członkinią Wojewódzkiego Komitetu ZSL w Elblągu. Zasiadała też w prezydium Wojewódzkiego Komitetu Frontu Jedności Narodu. W latach 1980–1985 pełniła mandat posłanki na Sejm PRL VIII kadencji w okręgu elbląskim (zasiadała w Komisji Gospodarki Morskiej i Żeglugi, Komisji Pracy i Spraw Socjalnych, Komisji Polityki Społecznej, Zdrowia i Kultury Fizycznej oraz w Komisji Współpracy Gospodarczej z Zagranicą i Gospodarki Morskiej). W 2000 podjęła działalność gospodarczą w branży rolno-hodowlanej oraz odzieżowej w Starym Polu. Była przewodniczącą rady Kół Gospodyń Wiejskich przy Rejonowym Związku Rolników, Kółek i Organizacji Rolniczych z siedzibą w Malborku, a także członkinią prezydium Krajowej Rady Kobiet.
Pochowana 20 grudnia 2023 na cmentarzu komunalnym w Krzyżanowie.